# San Mamés de Burgos
San Mamés de Burgos – gmina w Hiszpanii, w prowincji Burgos, w Kastylii i León, o powierzchni 5,01 km². W 2011 roku gmina liczyła 307 mieszkańców.